# 劇場版 センキョナンデス
『劇場版 センキョナンデス』（げきじょうばん せんきょなんです）は、2023年公開の日本のドキュメンタリー映画、ロードムービー。
ダースレイダーとプチ鹿島はYouTube番組「ヒルカラナンデス」のスピンオフの企画で、2021年10月の第49回衆議院議員総選挙・香川1区、2022年7月の第26回参議院議員通常選挙・大阪府選挙区、同京都府選挙区を取材・観戦。このときの映像素材を元に作られた。安倍晋三元首相銃撃当日の大阪の選挙現場、候補者を含む人々の生の声が記録されていることで話題になった。

## 背景・概要
2020年

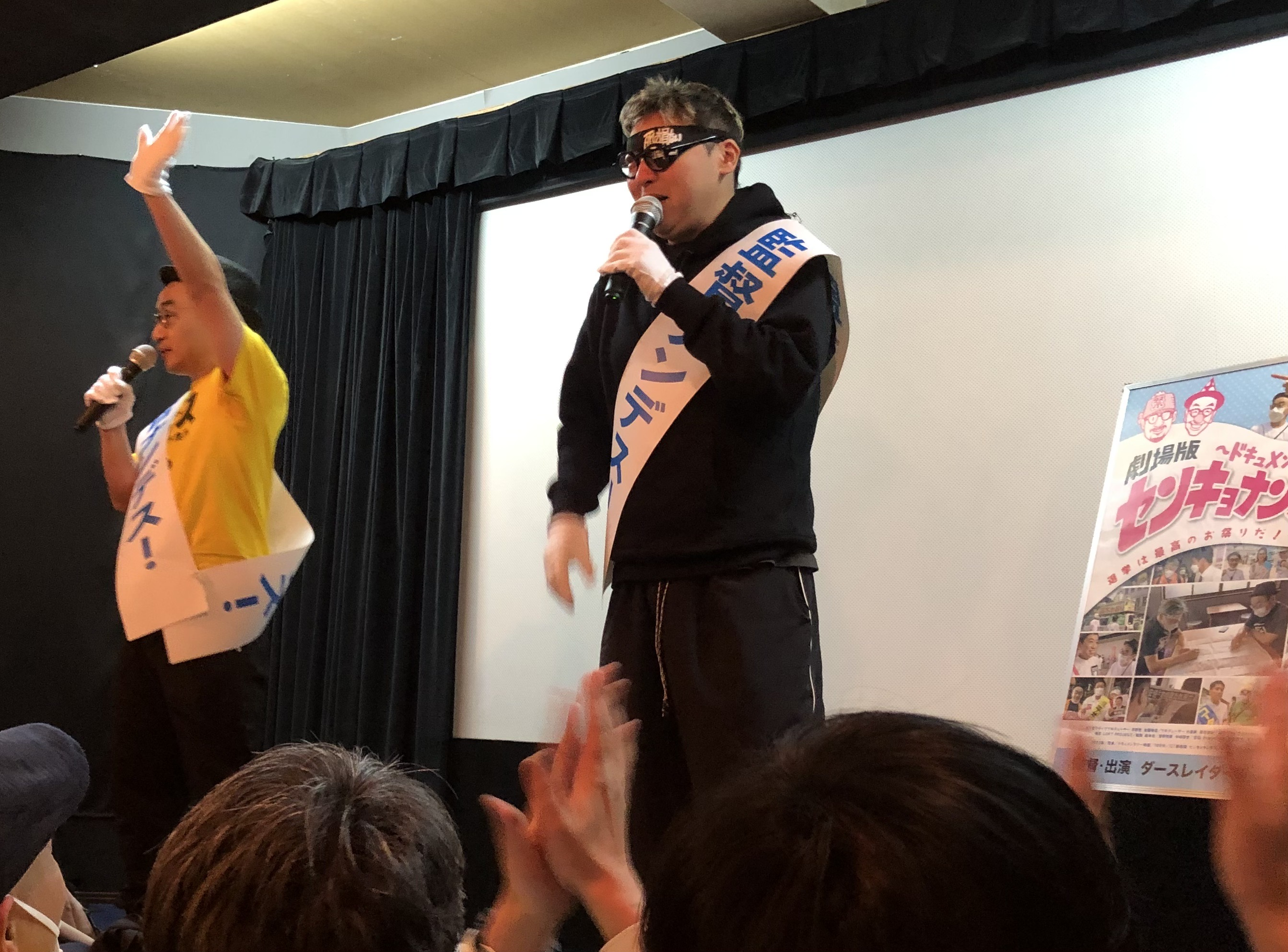
プチ鹿島（左）とダースレイダー（右）。2023年2月24日から「全国舞台挨拶漫遊」を開始した。

2020年4月7日、日本政府は、新型コロナウイルス感染症対策として初めての緊急事態宣言を発出。イベントが次々と中止に追い込まれる中、ミュージシャンのダースレイダー（以下、ダースとする）と芸人のプチ鹿島は「みんなステイホームで家にいるだろうし、平日の昼間でも見てもらえるんじゃないか」と思い付き、同年4月17日、時事ネタを中心とするYouTube番組「ヒルカラナンデス」の配信を開始した。以後、毎週金曜日正午にダースの自宅の屋根裏部屋や娘の部屋から定期的に配信されることとなった。
2020年5月の「検察庁法改正案」中に衆議院議員・平井卓也がタブレット端末でワニ動画を見ていたことを話題にする。そののちデジタル改革担当大臣に就任したことで、平井を再度話題とする。
同年6月13日、衆議院議員の小川淳也の17年の活動を追ったドキュメンタリー映画『なぜ君は総理大臣になれないのか』が公開される。作中の小川の対立候補が平井だったこともあり、先に見た鹿島が「ヒルカラナンデス」で話題にし、ダースも見た後、二人で映画の面白さを語り合う。映画は最終的に全国83館にまで上映映画館を広げ、観客動員数はドキュメンタリー映画としては異例の3万5千人超を記録するヒットとなった。二人は同年10月27日に渋谷ロフト9で行ったトークイベント「ヨルカラナンデス Vol.3」に小川をゲストに招いた。
2021年
2021年4月28日、阿佐ヶ谷ロフトで行われた「ヨルカラナンデス Vol.6」に、二人が "選挙漫遊師匠" と崇めるフリーランスライターの畠山理仁がゲストとして参加した。
同年9月1日、映画製作会社のネツゲンは、『なぜ君は総理大臣になれないのか』の続編『香川1区』を衆院選（2021年10月任期満了）直後に緊急公開すると発表した。ついにダースと鹿島の心に「僕らの選挙デビュー戦はここ（香川1区）しかない」と火がつく。自民党総裁選挙投開票日の翌日の9月30日、Naked Loft Yokohamaのオープニング記念トークイベントとして二人は「センキョナンデス2021」を開催。無観客のイベントであったが、本作品のタイトルはここからつけられた。衆院選投票日前々日の10月29日夜に高松入りすると、二人が真っ先に向かったのは市内のコンビニであった。鹿島が四国新聞を小脇に抱えて繁華街を歩くところからロケは始まった。鹿島はのちにこう述懐している。
2022年 - 2023年
2022年6月21日、毎日新聞が翌日公示の第26回参議院議員通常選挙をめぐる菅直人の動向を追った記事を配信。そこには「立憲民主党最高顧問の菅直人元首相（75）が暴れ回っている。相手は日本維新の会。『敵地』に乗り込み、街頭で批判演説を続けている」と書かれてあった。「暴れ回っている」と聞いて鹿島とダースは興奮を抑えられなくなり、ロフトプロジェクトを通じて菅に密着取材を申し込んだ。許可がとれ、6月26日に二人は大阪入りし、大阪府選挙区と京都府選挙区を中心に27日まで取材を行った。
同年7月8日朝、ダースは大阪に向かうため東京発の新幹線に乗る。11時31分頃、奈良市で遊説中の安倍晋三元首相が銃で撃たれる。11時42分、NHKは速報で事件発生を報じた。ほどなくダースは鹿島のいる大阪のホテルに到着した。正午。ダースと鹿島はホテルの部屋から「ヒルカラナンデス」を配信した。配信後、二人は大阪の街に出た。多くの政党は選挙運動を取りやめたが、比例区から出馬した辻元清美は夕方、大阪駅前に立った。メディアのぶら下がり取材を受けているときに背後から秘書がスマートフォンを辻元に差し出した。17時48分から49分にかけて一斉に流れた安倍死亡の速報を見て絶句する辻元と、それを見るダースと鹿島の姿もロフトの撮影班はカメラに収めた。
7月10日の投開票日、二人は高槻市にある辻元の選対事務所で当確が出た辻元を取材。その後配信トークイベントのために移動している車中で、鹿島はダースに映画化の話を持ち掛ける。被疑者の背景もわかっていなかった時期に、それぞれがどう思ったのかを映像として残そう。これは絶対記録として残したほうがいい、と鹿島は思ったという。翌7月11日、二人は『香川1区』監督の大島新に映画化の相談をする。大島は、7月8日の記録映像に感銘を受け、制作を引き受けることを決断。『香川1区』でプロデューサーを務めた前田亜紀と共同プロデューサーを務めることとなった。配給もネツゲンが担うことに決まった。
前田はダースレイダーと鹿島にドキュメンタリー映画の制作に必要な予算を提示した。撮影が済んでいる前提でも、最低限度の必要額は760万円。同年11月28日、二人は「映画資金パーティー」と銘打ったトークイベントを阿佐ケ谷ロフトAで開催。スクリーンに「物販経費100万円、上映素材費46万円」といった経費の詳細を映し、予算を公開した。配信チケット（2,200円）と応援視聴チケット（3,000円）は、目標の1,000枚を上回る売り上げとなり、200万円強が集まった。さらに、エンドロールへのクレジットという条件での一口5万円の個人スポンサーも募集し、団体含め53人がこれに応えた。
同年12月23日にマスコミ向けの試写会が行われ、2023年1月17日に渋谷ロフト9で完全披露試写会が行われた。
2023年2月18日、渋谷区のシネクイント、中野区のポレポレ東中野などを皮切りに全国公開された。

## 出演者
（主に出演順）
- ダースレイダー（ミュージシャン）
- プチ鹿島（芸人）
- 小川淳也（衆議院議員）
- 坂本広明（小川の政策担当秘書）
- 町川順子（衆院選香川1区候補者）
- 津田大介（ジャーナリスト）
- 平井卓也（衆議院議員）
- 菅直人（元内閣総理大臣）
- 石田敏高（参院選大阪府選挙区候補者）
- 辻元清美（元衆議院議員）
- 辰巳孝太郎（元参議院議員）
- 高木佳保里（参議院議員）
- 松川るい（参議院議員）

- 菅伸子（菅直人の妻）
- 岸本聡子（杉並区長）
- 志位和夫（衆議院議員、日本共産党委員長）
- 松本創（ノンフィクション作家）
- 泉健太（衆議院議員、立憲民主党代表）
- 福山哲郎（参議院議員）
- 前原誠司（衆議院議員）
- 楠井祐子（参院選京都府選挙区候補者）
- 吉村洋文（大阪府知事、日本維新の会共同代表）

## スタッフ
- 監督 - ダースレイダー、プチ鹿島
- プロデューサー - 大島新、前田亜紀
- エグゼクティブ・プロデューサー - 平野悠、加藤梅造
- 撮影 - 宮原塁、松丸彰、滝口誠、黒川美樹、蓮井秀平、小鹿なるみ、松井良太、杉山卓也、渡辺智之
- 編集 - 船木光
- 音楽 - The Bassons
- 監督補 - 宮原塁
- 宣伝デザイン - 大森庸平、三好真裕美
- 法律監修 - 竹内彰志[注 3]
- 宣伝 - プレイタイム
- 配給協力 - ポレポレ東中野
- 配給 - ネツゲン